# Queilitis angular
La queilitis angular es una lesión inflamatoria en la comisura labial, que puede ser unilateral o bilateral. En casos graves, las fisuras pueden sangrar cuando se abre la boca, y formar úlceras poco profundas o una costra.

## Etiología
A pesar de que las llagas de la queilitis angular pueden infectarse por el hongo Candida albicans (candidiasis), u otros agentes patógenos, los estudios han relacionado la aparición inicial de la queilitis angular con deficiencias nutricionales de la riboflavina (vitamina B2) y la anemia por deficiencia de hierro, que a su vez puede ser evidencia de la mala alimentación o la malnutrición (por ejemplo, la enfermedad celíaca). La deficiencia de zinc también se ha asociado con queilitis angular.
La queilitis también puede ser parte de un grupo de síntomas (enfermedad de membranas esofágico superior, la anemia por deficiencia de hierro, glositis y queilosis) la definición de la condición llamada síndrome de Plummer-Vinson (o bien síndrome de Kelly-Paterson).
También encontramos un tipo de queilitis causada por exposición crónica al sol, es la llamada queilitis actínica o solar, un bajo porcentaje evoluciona a carcinoma espino celular. 
La queilitis angular se presenta con frecuencia en la población de adultos mayores que sufren una disminución de la dimensión vertical, debido a la pérdida de los dientes, lo que permite el exceso de cierre de la boca.
Los casos menos graves se producen cuando hace mucho frío (por ejemplo, en invierno), y es ampliamente conocida por tener los labios agrietados. Lamer los labios puede proporcionar alivio temporal, pero esto sólo empeorará la lesión.
La queilitis angular puede ser causada por bacterias, pero es más comúnmente una infección por hongos. También puede ser causada por medicamentos que secan la piel, inclusive la isotretinoína (Accutane), un análogo de la vitamina A. Con menos frecuencia, se asocia con primaria hipervitaminosis A.

## Tratamiento
El tratamiento de la queilitis angular varía dependiendo de la causa.
Para los casos leves producidos por una infección bacteriana, la aplicación de una crema antiséptica tópica en la zona durante varios días es suficiente para tratar la infección y curar las lesiones. Casos de menor importancia causada por una infección por hongos pueden ser tratadas con cremas antimicóticas. Los casos más graves de la infección pueden requerir la intervención de un odontólogo.
Algunos casos son causados por el síndrome de malabsorción. Esto es mejorado por inyecciones de vitamina B-12, o sobre todo por inyecciones de todo el complejo B. El importe determinado y la frecuencia de las inyecciones se determina por la gravedad de las lesiones y la historia de la respuesta de curación se logra una vez.